# Kei Mizutani
Kei Mizutani (水谷 ケイ, Mizutani Kei), est surtout connue comme actrice japonaise de films pornographiques mais elle parait dans nombre d'albums photos, des films conventionnels et de séries télévisées japonaises. Ses DVD sont appréciés au Japon, aux États-Unis et en Europe.

## Carrière
Mizutani est née le 7 mai 1974 dans la préfecture d'Aomori (Japon) où elle a grandi. Elle commence sa carrière en présentant des maillots de bain et comme mannequin de charme pour diverses revues. Elle fait également des apparitions à la télévision nippone. On peut la voir régulièrement sur Gilgamesh Night (ギルガメッシュないと / ギルガメッシュ・ナイト), un programme pornographique « soft » diffusé à des heures tardives sur les antennes de TV Tōkyō.

### Weather Woman
Le premier film de Mizutani, Weather Woman, est un des plus étonnants succès du cinéma japonais des années 90. Basée sur un manga pornographique intitulé Weather Report Girl puis adapté en anime, le film raconte l'histoire d'une femme qui devient une présentatrice télé de la météo au succès phénoménal acquis en exposant son slip sur le petit écran. Bandai Home Video finance la réalisation du film mais, considérant qu'il s'agit d'une production mineure, la publie sous forme de vidéo en 1995. Cette dernière devient rapidement une vidéo culte.
Attribuant par une erreur de jugement le succès de la vidéo à son contenu sexuel, Bandai en produit une nouvelle version mettant l'accent sur le sexe au détriment de l'intrigue et de l'humour noir qui caractérise le film originel. Après avoir lu le scénario, Mizutani refuse de paraitre dans la nouvelle version qui s'avère être un échec tandis que la réputation de l'original continue de croître. En 1996, il remporte le prix du Festival du film d'Oslo ainsi que celui du Festival international du film de Stockholm. Bandai retire alors la vidéo originale du marché et le projette en salle à partir du 16 août 1996. À la suite de quoi, Weather Woman devient une des meilleures sorties en salle du Japon en 1996. Son succès auprès du public mis à part, le film conquiert également la critique qui le place au top 10 premiers des films de l'année. Kinema Jumpo lui attribue la 26e place et une série télévisée basée sur le film est produite pour TV Asahi.

### L'aprèsWeather Woman
Voguant au sommet de la vague de popularité de Weather Woman, Mizutani enregistre un album CD intitulé He Loves Me (ヒー・ラヴズ・ミー). En 1998, elle interprète le personnage de Shelinda, un méchant de la série télévisée du genre sentai intitulée Seijū Sentai Gingaman (星獣戦隊ギンガマン, Seijū Sentai Gingaman). Cette série a été adaptée aux États-Unis sous le titre Power Rangers : L'Autre Galaxie. Au mois de juillet 2000, Mizutani est invitée au Comic-Con de San Diego où la version anglaise de Weather Woman est présentée en avant-première.

## Filmographie
- Weather Woman (お天気お姉さん, Otenki Oneisan?) (25 avril 1995)(V), (sortie en salle le 21 septembre 1996)
- Slave to Dirty Killing (水谷ケイ　淫殺の虜, Mizutani Kei: Insatsu no Toriko?) (20 septembre 1995)
- New Dokudami Apartment (新・どくだみ荘, Shin Dokudami So?) (May 21, 1995)
- The Playboy (濡れ事師, Nuregotoshi?) (6 octobre 1995)
- Image Club War, Pussy of the Angel (イメクラ戦争　天使のすまた -, Imekura Senso, Tenshi no Sumata?) (10 novembre 1995)
- Bad Girl Teacher (スケバン女教師, Sukeban Jokyoshi?) (9 février 1996)
- Sumo Vixens (花のおんな相撲, Hana no Onna Sumo?) (22 février 1996)
- Heisei Dirty Teacher (平成ハレンチ学園, Heisei Harenchi Gakuen?) (2 février 1995)
- Bewitching Kei, the Material Girl (Youjo Kei - Matiriaru Garu) (1995)
- Edo Period Rapeman (大江戸レイプマン, O-Edo Reipu Man?) (26 juillet 1996)
- Sex Boy No. 2 (Otoko Gui No.2)
- The Female Pet (女飼い, Onna Gai?) (7 septembre 1996)
- The Story of Ms. Q (Ｑ嬢の物語, Q Jo No Monogatari?) (21 septembre 1996)
- Tonight Is Good (今夜も絶好調！, Konya Mo Zekkoucho?) (28 février 1997)
- Ass Girl 尻ＧＩＲＬ  (Shiri Garu?) (21 mai 1996)
- Tokyo Decameron (東京デカメロン?) (21 juillet 1996)
- 2010 : Hana to hebi 3 : Tamae Orihara